# معركة أرداهان
معركة أرداهان هي عمليات عسكرية عثمانية بقيادة ألمانية وقعت بين 25 ديسمبر 1914 و18 يناير 1915 في أرداهان بتركيا كجزء من الحملة القوقازية . بين قوات الدولة العثمانية وقوات الإمبراطورية الروسية ،انتهت المعركة بانتصار الإمبراطورية الروسية.
قام القائد الألماني ستانج بمحاولة الاستيلاء على مدينة أرداهان لقطع الامتدادات الروسية عن ساريقاميش ، ولكنه فشل ولم ينجح العثمانيون إيضا في معركة ساريقاميش .